# 黒崎村 (長崎県)
黒崎村（くろさきむら）は、長崎県の西彼杵半島にあった村。西彼杵郡に属した。1955年（昭和30年）に北隣の神浦村と合併し、外海村となった。
現在の長崎市外海地区の南部にあたる。

## 地理
西彼杵半島の西南部に位置し、西の海岸線を角力灘（五島灘）に接する。
- 山：土佐賀山、クルマキ山
- 河川：黒崎川、出津川
- 港湾：黒崎漁港

## 沿革
近世の黒崎村は大村藩領の外海地区と佐賀藩深堀領との相給であった。村内は出津集落をはじめとした各所でいわゆる隠れキリシタンと呼ばれたキリスト教信者が多く居住する。
- 1889年（明治22年）4月1日 - 町村制施行により、西彼杵郡黒崎村が単独村制にて発足。
- 1955年（昭和30年）2月11日 - 神浦村と合併して外海村が発足し、黒崎村は自治体として消滅。

## 地名
郷を行政区域とする。黒崎村は1889年の町村制施行時に単独で自治体として発足したため、大字は無し。
- 赤首郷
- 上黒崎郷
- 下黒崎郷
- 永田郷
- 西出津郷（にししつ）
- 東出津郷（ひがししつ）
- 牧野郷

## 名所・旧跡
- 出津遺跡
- 出津教会堂[3]